# Las Lajas (Neuquén)
Las Lajas es la localidad cabecera del departamento Picunches, en la provincia de Neuquén, Argentina.
Situada en la intersección del meridiano 70°28′ de longitud oeste y el paralelo 38.º60′ de latitud sur, sobre el margen derecho del río Agrio a 713 msn del nivel del Mar. A 58 kilómetros de la ciudad de Zapala, y a 234 kilómetros de la ciudad de Neuquén, capital de la provincia. Se ubica en la intersección de la Ruta Nacional 40 (Argentina) y la Ruta Nacional 242 (Argentina).

## Cuartel
| Unidad del Cu Ej Las Lajas                                              | Abreviatura |
| ----------------------------------------------------------------------- | ----------- |
| Regimiento de Infantería de Montaña 21 «Teniente General Rufino Ortega» | RIM 21      |

## Historia
Fue fundada por el general Enrique Godoy el 8 de febrero de 1897, sin ceremonia ni acto político, constituyéndose así el asentamiento del cuartel general de efectivos de los regimientos 8 y 9 de Caballería, que venían a cumplir la consolidación pacíficamente de las “tierras ganadas al indio”, e integradas definitivamente al patrimonio nacional después de la Campaña de los Andes (1881-1883).

## Antecedentes históricos
Los departamentos Picunches, Loncopué y Ñorquincó fueron teatro de la principal historia guerrera y conquistadora del Neuquén, protagonizadas por las fuerzas expedicionarias al desierto en su lucha contra los aborígenes.
En 1899, el pequeño caserío que componía el pueblo fue totalmente destruido por la crecida del Río Agrio y al reedificarlo se recostó la población en la parte alta del valle que forma el río en ese paraje.
El lugar que ocupa el pueblo era propiedad del Ingeniero Juan Ignacio Alsina, que fue posteriormente gobernador de la provincia del Neuquén, y lo cambió al Estado por la veranada ubicada en los parajes Primeros Pinos y Pino Hachado.
A raíz de esto, por muchos años se conoció a Las Lajas como “La Legua de las Permutas”.
Las Lajas, que por ser una de las poblaciones más antiguas de la provincia se ha mantenido estacionaria, su progreso se inicia con la llegada del Escuadrón de la Gendarmería Nacional Argentina primero y luego la instalación de los cuarteles del Ejército Argentino, actual asiento del Regimiento de Infantería de Montaña N.º 21.

## Administraciones
- En junio de 1924, se constituyó la primera Comisión de Fomento en la localidad y se desempeñaron como presidentes en los periodos respectivos los siguientes Señores:
- 1924  Cándido Pizarro
- 1924- 1936 Juan Subasta
- 1936- 1954 Luis Ascheri
- 1955- 1955 Carlos A. Ríos
- 1955- 1957 José M. Espinosa
- 1957- 1958 José Finkelstëin (Presidente Vecinal)
- 1958- 1960 Juan Adad
- 1960- 1962 Saas Caram
- 1962- 1963 Isabel Jacachouri
- 1963- 1964 Delfín Maruce
- 1964- 1966 Jorge Carrizo
- 1966- 1968 Luis Ascheri (h)
- 1968- 1970 Camilo Julián
- 1970- 1971 Ernesto Bongiovanni
- 1971- 1972 Amadeo Mchelet
- 1972- 1973 Alberto Badariotti
- 1973- 1976 Neri Michelet
- 1976- 1976 Mayor Erik Kovacs (impuesto por la Junta Militar)
- 1976- 1983 Camilo Julián (designado por Decreto provincial)
- 1983- 1986 Enrique Báiz (muere sin finalizar su mandato)
- 1986- 1987 María Agustina Arzola (asume por ser presidenta del cuerpo de concejales)
- 1987- 1991 Walter Adán Bustos
- 1991- 1999 Raúl Humberto Monti (2 mandatos consecutivos)
- 1999-2003 Miguel Patricio Cayol
- 2003- 2007 Néstor Omar Báez
- 2007- 2011 Néstor Omar Báez
- 2011- 2015 Raúl Humberto Monti; (de licencia por enfermedad, asume a cargo la Veterinaria María Angélica Espinosa, Presidenta del Concejo Deliberante).
- 2016- 2019 Dra. María Angélica Espinosa

## Arquitectura
Los gobiernos de la provincia que fueron sucediendo, por su parte, contribuyeron con una serie de obras al progreso edilicio que fueron transformando y dando jerarquía a la población. El edificio de la Municipalidad, la comisaría, la antigua usina eléctrica, planes de viviendas, el puente sobre el río Agrio, gas natural, la pavimentación urbana, la remodelación de la plaza General Manuel Belgrano, parquizacion y alumbrado de las avenidas Saavedra y Belgrano, el bulevar Las Lajitas, y el barrio 20 de Junio, le han dado una nueva fisonomía a la localidad. La arquitectura que compone el casco histórico de la ciudad data de fines del siglo XIX y principios del XX, edificados mayoritariamente de adobe, ladrillo, piedra toba, piedra caliza y piedra laja.

## Población
Contó con 4,964 habitantes (Indec, 2010), lo que representó un incremento del 9.47% frente a los 4,673 habitantes (Indec, 2001) del censo anterior. La población se compuso de 2.478 varones y 2.486 mujeres, lo que arrojó un índice de masculinidad del 99.68%. En tanto, las viviendas pasaron de a ser 1.114 a 1.644.
Según el censo 2022 se conoció una población dentro del municipio de 6.215 habitantes y 2.377 viviendas.Este dato posiciona la localidad como el tercer municipio de segunda categoría con más población en la provincia. 
| Gráfica de evolución demográfica de Las Lajas entre 1991 y 2022 |
|                                                                 |
| Fuente: Censos nacionales del INDEC                             |

## Flora
La flora que se desarrolla en el lugar se compone de especies nativas, (Pehuén o araucaria, lenga, ñire y colihue, entre otros) en la zona de cordillera. También se encuentran otras especies de árboles y arbustos (algunos nativos), como el sauce, sauce llorón, sauce triste, álamo, álamo blanco, totoras, carrizo, menta, poleo, ortiga, berro, chilca, cola de caballo, paico, sanguinaria, malva rubia, ajenco, manzanillon, hierba del chancho, pichana, tomillo, Jarillas, molle, tamarisco, uña de gato, coirón, neneo, pastos tiernos, cortadera, entre otros en las zonas bajas.

## Fauna
La fauna en los alrededores de la localidad es bastante variada e incluyen ñandúes, liebres europeas, guanacos, jabalíes europeos, conejos salvajes, pumas, cóndores andinos, comadrejas, gatos monteses, piches, peludos, nutrias, zorros grises, zorros colorados, tagüas, patos, loros, avutardas, búos, águilas, zorzales, jilgueros, canarios de cordillera, cardenales, gorriones, culebras, lagartijas, chinchimolles, tijeretas, golondrinas, cisnes de cuello negro, garzas, flamencos, chimangos, jotes, cernícalos, peucos, gavilanes, yoicas de pecho colorado, gaviotas, martinetas y perdices.

## Clima
El clima en la ciudad y sus alrededores es árido de montaña con escasas precipitaciones de 200 a 400 milímetros anuales provenientes del Océano Pacífico. Las temperaturas máximas se registran en los meses de diciembre, enero y febrero con una media de 30 °C mientras que las mínimas se registran en otoño e invierno con una media de 2° bajo cero. Los vientos son periódicos, sobre todo en primavera, y alcanzan velocidades que van de los 60 a 100 km/h.
La zona posee un microclima, que ocasiona que ni el invierno ni el verano sean tan crudos como en otros lugares de los alrededores, aunque ocasionalmente se producen nevadas. La temperatura mínima absoluta registrada en esta localidad es de -16,6 °C bajo cero  (Período 1901 - 1970).
| Parámetros climáticos promedio de Las Lajas, Neuquén (1901–1970)                                       | Parámetros climáticos promedio de Las Lajas, Neuquén (1901–1970) | Parámetros climáticos promedio de Las Lajas, Neuquén (1901–1970) | Parámetros climáticos promedio de Las Lajas, Neuquén (1901–1970) | Parámetros climáticos promedio de Las Lajas, Neuquén (1901–1970) | Parámetros climáticos promedio de Las Lajas, Neuquén (1901–1970) | Parámetros climáticos promedio de Las Lajas, Neuquén (1901–1970) | Parámetros climáticos promedio de Las Lajas, Neuquén (1901–1970) | Parámetros climáticos promedio de Las Lajas, Neuquén (1901–1970) | Parámetros climáticos promedio de Las Lajas, Neuquén (1901–1970) | Parámetros climáticos promedio de Las Lajas, Neuquén (1901–1970) | Parámetros climáticos promedio de Las Lajas, Neuquén (1901–1970) | Parámetros climáticos promedio de Las Lajas, Neuquén (1901–1970) | Parámetros climáticos promedio de Las Lajas, Neuquén (1901–1970) |
| Mes | Ene.                                                             | Feb.                                                             | Mar.                                                             | Abr.                                                             | May.                                                             | Jun.                                                             | Jul.                                                             | Ago.                                                             | Sep.                                                             | Oct.                                                             | Nov.                                                             | Dic.                                                             | Anual                                                            |
| --- | ---------------------------------------------------------------- | ---------------------------------------------------------------- | ---------------------------------------------------------------- | ---------------------------------------------------------------- | ---------------------------------------------------------------- | ---------------------------------------------------------------- | ---------------------------------------------------------------- | ---------------------------------------------------------------- | ---------------------------------------------------------------- | ---------------------------------------------------------------- | ---------------------------------------------------------------- | ---------------------------------------------------------------- | ---------------------------------------------------------------- |
| Temp. máx. abs. (°C)                                                                                   | 39.2                                                             | 40.0                                                             | 37.0                                                             | 33.0                                                             | 30.5                                                             | 25.6                                                             | 24.2                                                             | 29.5                                                             | 32.4                                                             | 33.1                                                             | 37.6                                                             | 39.7                                                             | 40.0                                                             |
| Temp. máx. media (°C)                                                                                  | 28.9                                                             | 28.3                                                             | 25.2                                                             | 20.8                                                             | 15.7                                                             | 11.8                                                             | 11.8                                                             | 13.6                                                             | 16.7                                                             | 20.7                                                             | 24.2                                                             | 26.8                                                             | 20.4                                                             |
| Temp. media (°C)                                                                                       | 19.7                                                             | 18.6                                                             | 15.9                                                             | 12.0                                                             | 8.4                                                              | 5.6                                                              | 5.2                                                              | 6.5                                                              | 8.9                                                              | 12.1                                                             | 15.4                                                             | 17.9                                                             | 12.2                                                             |
| Temp. mín. media (°C)                                                                                  | 10.5                                                             | 9.0                                                              | 6.7                                                              | 3.2                                                              | 1.2                                                              | -0.5                                                             | -1.3                                                             | -0.6                                                             | 1.1                                                              | 3.6                                                              | 6.6                                                              | 9.0                                                              | 4                                                                |
| Temp. mín. abs. (°C)                                                                                   | -2.4                                                             | -1.3                                                             | -6.9                                                             | -10.2                                                            | -11.5                                                            | -16.0                                                            | -15.8                                                            | -13.2                                                            | -11.6                                                            | -7.3                                                             | -4.5                                                             | -3.0                                                             | -16.0                                                            |
| Precipitación total (mm)                                                                               | 9.2                                                              | 8.1                                                              | 9.9                                                              | 16.6                                                             | 34.5                                                             | 37.8                                                             | 30.6                                                             | 26.0                                                             | 15.9                                                             | 12.1                                                             | 8.9                                                              | 7.4                                                              | 217.0                                                            |
| Días de lluvias (≥ 1 mm)                                                                               | 0.8                                                              | 1.0                                                              | 1.5                                                              | 2.5                                                              | 4.0                                                              | 4.5                                                              | 4.0                                                              | 3.0                                                              | 2.0                                                              | 1.5                                                              | 1.5                                                              | 0.6                                                              | 26.9                                                             |
| Horas de sol                                                                                           | 330                                                              | 284                                                              | 254                                                              | 220                                                              | 152                                                              | 133                                                              | 162                                                              | 194                                                              | 205                                                              | 255                                                              | 283                                                              | 333                                                              | 2804                                                             |
| Humedad relativa (%)                                                                                   | 46.3                                                             | 47.8                                                             | 50.8                                                             | 59.3                                                             | 66.5                                                             | 71.5                                                             | 71.5                                                             | 68.8                                                             | 61.0                                                             | 54.5                                                             | 49.5                                                             | 47.0                                                             | 57.9                                                             |
| Fuente n.º 1: Instituto Nacional de Tecnología Agropecuaria, Secretaría de Minería (humedad 1901–1970) |                                                                  |                                                                  |                                                                  |                                                                  |                                                                  |                                                                  |                                                                  |                                                                  |                                                                  |                                                                  |                                                                  |                                                                  |                                                                  |
| Fuente n.º 2: FAO (horas de sol)                                                                       |                                                                  |                                                                  |                                                                  |                                                                  |                                                                  |                                                                  |                                                                  |                                                                  |                                                                  |                                                                  |                                                                  |                                                                  |                                                                  |

## Turismo
El microclima lajeño, junto a su localización son puntos fuertes que le pueden permitir a Las Lajas ser centro de distribución turística de las Zonas turísticas cercanas en el futuro. Mientras tanto, funciona como lugar de paso para turistas que visitan localizaciones turísticas como Caviahue - Copahue, Aluminé, Pino Hachado, Villa El Chocón, y la zona lacustre del sur de la provincia. También posee lugares de interés, como la zona limítrofe turística denominada Pino Hachado a 50 km por Ruta Nacional 242 de la comunidad y que pertenece al ejido municipal de esta. Sin dudas, que desde hace algunos años atrás la habilitación del Paso Internacional Pino Hachado durante todo el año, ha generado un importante flujo de vehículos y por consiguiente una cantidad de visitantes inusitada en otras duras épocas invernales, que a la vez se detienen, descansan y reabastecen en la Localidad.
Pero más allá del ámbito propiamente comercial, existe también una situación que la comuna está trabajando junto a inversores privados desde hace ya algunos años y está referida a la actividad turística en sí. La zona de Pino Hachado brinda un marco sin igual tanto en verano como en invierno para la práctica de diversos deportes. Un ejemplo son el sky, la pesca y el montañismo, alternativas más que viables.
La implementación del sistema multimodal fue un hecho de relevancia para toda la región, ya que permitió la habilitación todo el año del Paso y de esta manera lograr un mayor flujo de visitantes; este sistema le ha permitido a la zona además poder aprovechar todo el transporte (pasajeros – carga) que se traslada por las rutas argentinas hacia el vecino país de Chile.
Pino Hachado. Posee lugares de interés dentro de la misma localidad, como la estatua del Cóndor, realizada en obsidiana, el antiguo fortín histórico, el Museo municipal y el casco histórico, formado por el palacio municipal, la comisaría, el juzgado, el registro civil, y viviendas antiguas.

A poca distancia de la localidad se encuentra el área protegida Cuchillo Curá, un sistema de cavernas que aún no admite visitantes.
A partir del 8 de febrero de 2022, al cumplirse el 125° aniversario de la fundación del pueblo, está en funcionando la tirolesa que se encuentra cercano al barrio de Las Lajitas.

## Economía
La principal fuente de ingresos, está dada por empleos que son generados por el Estado nacional, provincial y municipal: el Ejército Argentino tiene destacado allí al Regimiento de Infantería de Montaña 21, Gendarmería Nacional cuenta con una comandancia regional, el Estado provincial a través del Banco de la provincia, el Ente Provincial de Energía, oficinas de Producción y escuelas que generan puestos de trabajo con maestros y profesores y el Hospital provincial, son sus principales actividades laborales, no obstante ello se han instalado algunas molienda de minerales que exportan el producido a Chile por el Paso de Pino Hachado que se encuentra muy cerca y además hay un gran movimiento de transporte, que deja economía a los servicios que presta la ciudad.

## La producción de pasto
La calidad de pasturas que se obtiene en estos lares es excelente, siendo las principales productoras la Villa Rural San Demetrio y la Colonia Juan Ignacio Alsina, donde se lleva un interesante trabajo en pos de lograr cada vez mejores resultados en el cultivo, principalmente de alfalfa, experimentando con las reacciones de las diversas variedades de esta pastura en estas tierras, buscando la que mejor se adapte a nuestro clima y composición del terreno. La producción de fardos de alfalfa como forraje, fue y sigue siendo una de las principales actividades agropecuarias desarrolladas en la zona. En honor a esta actividad se realiza anualmente la Fiesta del Pasto.

## Fiesta provincial del pasto
Todo esto motiva la realización de esta festividad, que tiene lugar el segundo fin de semana del mes de abril de cada año y reúne a expositores, artesanos y productores de pasturas que venden sus productos. Comienza con un desfile por las avenidas céntricas de instituciones y gauchos a caballo. También, se desarrollan en la fiesta actividades de destrezas gauchas, que incluyen doma de terneros y corderos, tiradas de riendas, polca de la silla, y la actividad final del domingo, la jineteada de potros reservados.
En contraste con las actividades diurnas, se realiza en la noche del viernes un baile criollo, y en la del sábado, el festival central que reúne a artistas locales, regionales y nacionales.

## Culto
Iglesia Católica
| Diócesis  | Neuquén               |
| --------- | --------------------- |
| Parroquia | Inmaculada Concepción |

Hay presencia de iglesias de fe Evangélica y otras minorías.

## Ciudades hermanadas
- Nacimiento